# Hrvoje Bartolović
Hrvoje (Vojko) Bartolović (Zagabria, 15 giugno 1932 – Zagabria, 3 novembre 2005) è stato un compositore di scacchi croato.
Grande Maestro della composizione dal 1980, è considerato, con la possibile eccezione di Nenad Petrović, il miglior compositore di scacchi croato. 
Ha pubblicato oltre 800 problemi (81 contenuti negli Album FIDE), dei quali 180 premiati (80 primi premi) e circa 250 menzioni onorevoli e lodi.
Specialista dei problemi in tre mosse, ha costruito problemi di grande difficoltà e rigore tematico. Nel 1965 ha vinto il campionato del mondo di composizione nella sezione due mosse. Di professione era un ingegnere.
Ha dato il nome ad un tema del due mosse: « Nel gioco apparente a due difese nere a e b seguono i matti A e B. Dopo le stesse difese, nel gioco virtuale cambia uno di questi matti, nel gioco reale l'altro. »
Tre suoi problemi:
|   | a | b | c | d | e | f | g | h |   |
| 8 | c8 alfiere del nero · g8 cavallo del bianco · e7 alfiere del nero · f6 torre del nero · e5 alfiere del bianco · g5 re del nero · b4 torre del bianco · c4 donna del bianco · h4 cavallo del bianco · b2 re del bianco · d2 pedone del nero · d1 alfiere del bianco | c8 alfiere del nero · g8 cavallo del bianco · e7 alfiere del nero · f6 torre del nero · e5 alfiere del bianco · g5 re del nero · b4 torre del bianco · c4 donna del bianco · h4 cavallo del bianco · b2 re del bianco · d2 pedone del nero · d1 alfiere del bianco | c8 alfiere del nero · g8 cavallo del bianco · e7 alfiere del nero · f6 torre del nero · e5 alfiere del bianco · g5 re del nero · b4 torre del bianco · c4 donna del bianco · h4 cavallo del bianco · b2 re del bianco · d2 pedone del nero · d1 alfiere del bianco | c8 alfiere del nero · g8 cavallo del bianco · e7 alfiere del nero · f6 torre del nero · e5 alfiere del bianco · g5 re del nero · b4 torre del bianco · c4 donna del bianco · h4 cavallo del bianco · b2 re del bianco · d2 pedone del nero · d1 alfiere del bianco | c8 alfiere del nero · g8 cavallo del bianco · e7 alfiere del nero · f6 torre del nero · e5 alfiere del bianco · g5 re del nero · b4 torre del bianco · c4 donna del bianco · h4 cavallo del bianco · b2 re del bianco · d2 pedone del nero · d1 alfiere del bianco | c8 alfiere del nero · g8 cavallo del bianco · e7 alfiere del nero · f6 torre del nero · e5 alfiere del bianco · g5 re del nero · b4 torre del bianco · c4 donna del bianco · h4 cavallo del bianco · b2 re del bianco · d2 pedone del nero · d1 alfiere del bianco | c8 alfiere del nero · g8 cavallo del bianco · e7 alfiere del nero · f6 torre del nero · e5 alfiere del bianco · g5 re del nero · b4 torre del bianco · c4 donna del bianco · h4 cavallo del bianco · b2 re del bianco · d2 pedone del nero · d1 alfiere del bianco | c8 alfiere del nero · g8 cavallo del bianco · e7 alfiere del nero · f6 torre del nero · e5 alfiere del bianco · g5 re del nero · b4 torre del bianco · c4 donna del bianco · h4 cavallo del bianco · b2 re del bianco · d2 pedone del nero · d1 alfiere del bianco | 8 |
| 7 | c8 alfiere del nero · g8 cavallo del bianco · e7 alfiere del nero · f6 torre del nero · e5 alfiere del bianco · g5 re del nero · b4 torre del bianco · c4 donna del bianco · h4 cavallo del bianco · b2 re del bianco · d2 pedone del nero · d1 alfiere del bianco | c8 alfiere del nero · g8 cavallo del bianco · e7 alfiere del nero · f6 torre del nero · e5 alfiere del bianco · g5 re del nero · b4 torre del bianco · c4 donna del bianco · h4 cavallo del bianco · b2 re del bianco · d2 pedone del nero · d1 alfiere del bianco | c8 alfiere del nero · g8 cavallo del bianco · e7 alfiere del nero · f6 torre del nero · e5 alfiere del bianco · g5 re del nero · b4 torre del bianco · c4 donna del bianco · h4 cavallo del bianco · b2 re del bianco · d2 pedone del nero · d1 alfiere del bianco | c8 alfiere del nero · g8 cavallo del bianco · e7 alfiere del nero · f6 torre del nero · e5 alfiere del bianco · g5 re del nero · b4 torre del bianco · c4 donna del bianco · h4 cavallo del bianco · b2 re del bianco · d2 pedone del nero · d1 alfiere del bianco | c8 alfiere del nero · g8 cavallo del bianco · e7 alfiere del nero · f6 torre del nero · e5 alfiere del bianco · g5 re del nero · b4 torre del bianco · c4 donna del bianco · h4 cavallo del bianco · b2 re del bianco · d2 pedone del nero · d1 alfiere del bianco | c8 alfiere del nero · g8 cavallo del bianco · e7 alfiere del nero · f6 torre del nero · e5 alfiere del bianco · g5 re del nero · b4 torre del bianco · c4 donna del bianco · h4 cavallo del bianco · b2 re del bianco · d2 pedone del nero · d1 alfiere del bianco | c8 alfiere del nero · g8 cavallo del bianco · e7 alfiere del nero · f6 torre del nero · e5 alfiere del bianco · g5 re del nero · b4 torre del bianco · c4 donna del bianco · h4 cavallo del bianco · b2 re del bianco · d2 pedone del nero · d1 alfiere del bianco | c8 alfiere del nero · g8 cavallo del bianco · e7 alfiere del nero · f6 torre del nero · e5 alfiere del bianco · g5 re del nero · b4 torre del bianco · c4 donna del bianco · h4 cavallo del bianco · b2 re del bianco · d2 pedone del nero · d1 alfiere del bianco | 7 |
| 6 | c8 alfiere del nero · g8 cavallo del bianco · e7 alfiere del nero · f6 torre del nero · e5 alfiere del bianco · g5 re del nero · b4 torre del bianco · c4 donna del bianco · h4 cavallo del bianco · b2 re del bianco · d2 pedone del nero · d1 alfiere del bianco | c8 alfiere del nero · g8 cavallo del bianco · e7 alfiere del nero · f6 torre del nero · e5 alfiere del bianco · g5 re del nero · b4 torre del bianco · c4 donna del bianco · h4 cavallo del bianco · b2 re del bianco · d2 pedone del nero · d1 alfiere del bianco | c8 alfiere del nero · g8 cavallo del bianco · e7 alfiere del nero · f6 torre del nero · e5 alfiere del bianco · g5 re del nero · b4 torre del bianco · c4 donna del bianco · h4 cavallo del bianco · b2 re del bianco · d2 pedone del nero · d1 alfiere del bianco | c8 alfiere del nero · g8 cavallo del bianco · e7 alfiere del nero · f6 torre del nero · e5 alfiere del bianco · g5 re del nero · b4 torre del bianco · c4 donna del bianco · h4 cavallo del bianco · b2 re del bianco · d2 pedone del nero · d1 alfiere del bianco | c8 alfiere del nero · g8 cavallo del bianco · e7 alfiere del nero · f6 torre del nero · e5 alfiere del bianco · g5 re del nero · b4 torre del bianco · c4 donna del bianco · h4 cavallo del bianco · b2 re del bianco · d2 pedone del nero · d1 alfiere del bianco | c8 alfiere del nero · g8 cavallo del bianco · e7 alfiere del nero · f6 torre del nero · e5 alfiere del bianco · g5 re del nero · b4 torre del bianco · c4 donna del bianco · h4 cavallo del bianco · b2 re del bianco · d2 pedone del nero · d1 alfiere del bianco | c8 alfiere del nero · g8 cavallo del bianco · e7 alfiere del nero · f6 torre del nero · e5 alfiere del bianco · g5 re del nero · b4 torre del bianco · c4 donna del bianco · h4 cavallo del bianco · b2 re del bianco · d2 pedone del nero · d1 alfiere del bianco | c8 alfiere del nero · g8 cavallo del bianco · e7 alfiere del nero · f6 torre del nero · e5 alfiere del bianco · g5 re del nero · b4 torre del bianco · c4 donna del bianco · h4 cavallo del bianco · b2 re del bianco · d2 pedone del nero · d1 alfiere del bianco | 6 |
| 5 | c8 alfiere del nero · g8 cavallo del bianco · e7 alfiere del nero · f6 torre del nero · e5 alfiere del bianco · g5 re del nero · b4 torre del bianco · c4 donna del bianco · h4 cavallo del bianco · b2 re del bianco · d2 pedone del nero · d1 alfiere del bianco | c8 alfiere del nero · g8 cavallo del bianco · e7 alfiere del nero · f6 torre del nero · e5 alfiere del bianco · g5 re del nero · b4 torre del bianco · c4 donna del bianco · h4 cavallo del bianco · b2 re del bianco · d2 pedone del nero · d1 alfiere del bianco | c8 alfiere del nero · g8 cavallo del bianco · e7 alfiere del nero · f6 torre del nero · e5 alfiere del bianco · g5 re del nero · b4 torre del bianco · c4 donna del bianco · h4 cavallo del bianco · b2 re del bianco · d2 pedone del nero · d1 alfiere del bianco | c8 alfiere del nero · g8 cavallo del bianco · e7 alfiere del nero · f6 torre del nero · e5 alfiere del bianco · g5 re del nero · b4 torre del bianco · c4 donna del bianco · h4 cavallo del bianco · b2 re del bianco · d2 pedone del nero · d1 alfiere del bianco | c8 alfiere del nero · g8 cavallo del bianco · e7 alfiere del nero · f6 torre del nero · e5 alfiere del bianco · g5 re del nero · b4 torre del bianco · c4 donna del bianco · h4 cavallo del bianco · b2 re del bianco · d2 pedone del nero · d1 alfiere del bianco | c8 alfiere del nero · g8 cavallo del bianco · e7 alfiere del nero · f6 torre del nero · e5 alfiere del bianco · g5 re del nero · b4 torre del bianco · c4 donna del bianco · h4 cavallo del bianco · b2 re del bianco · d2 pedone del nero · d1 alfiere del bianco | c8 alfiere del nero · g8 cavallo del bianco · e7 alfiere del nero · f6 torre del nero · e5 alfiere del bianco · g5 re del nero · b4 torre del bianco · c4 donna del bianco · h4 cavallo del bianco · b2 re del bianco · d2 pedone del nero · d1 alfiere del bianco | c8 alfiere del nero · g8 cavallo del bianco · e7 alfiere del nero · f6 torre del nero · e5 alfiere del bianco · g5 re del nero · b4 torre del bianco · c4 donna del bianco · h4 cavallo del bianco · b2 re del bianco · d2 pedone del nero · d1 alfiere del bianco | 5 |
| 4 | c8 alfiere del nero · g8 cavallo del bianco · e7 alfiere del nero · f6 torre del nero · e5 alfiere del bianco · g5 re del nero · b4 torre del bianco · c4 donna del bianco · h4 cavallo del bianco · b2 re del bianco · d2 pedone del nero · d1 alfiere del bianco | c8 alfiere del nero · g8 cavallo del bianco · e7 alfiere del nero · f6 torre del nero · e5 alfiere del bianco · g5 re del nero · b4 torre del bianco · c4 donna del bianco · h4 cavallo del bianco · b2 re del bianco · d2 pedone del nero · d1 alfiere del bianco | c8 alfiere del nero · g8 cavallo del bianco · e7 alfiere del nero · f6 torre del nero · e5 alfiere del bianco · g5 re del nero · b4 torre del bianco · c4 donna del bianco · h4 cavallo del bianco · b2 re del bianco · d2 pedone del nero · d1 alfiere del bianco | c8 alfiere del nero · g8 cavallo del bianco · e7 alfiere del nero · f6 torre del nero · e5 alfiere del bianco · g5 re del nero · b4 torre del bianco · c4 donna del bianco · h4 cavallo del bianco · b2 re del bianco · d2 pedone del nero · d1 alfiere del bianco | c8 alfiere del nero · g8 cavallo del bianco · e7 alfiere del nero · f6 torre del nero · e5 alfiere del bianco · g5 re del nero · b4 torre del bianco · c4 donna del bianco · h4 cavallo del bianco · b2 re del bianco · d2 pedone del nero · d1 alfiere del bianco | c8 alfiere del nero · g8 cavallo del bianco · e7 alfiere del nero · f6 torre del nero · e5 alfiere del bianco · g5 re del nero · b4 torre del bianco · c4 donna del bianco · h4 cavallo del bianco · b2 re del bianco · d2 pedone del nero · d1 alfiere del bianco | c8 alfiere del nero · g8 cavallo del bianco · e7 alfiere del nero · f6 torre del nero · e5 alfiere del bianco · g5 re del nero · b4 torre del bianco · c4 donna del bianco · h4 cavallo del bianco · b2 re del bianco · d2 pedone del nero · d1 alfiere del bianco | c8 alfiere del nero · g8 cavallo del bianco · e7 alfiere del nero · f6 torre del nero · e5 alfiere del bianco · g5 re del nero · b4 torre del bianco · c4 donna del bianco · h4 cavallo del bianco · b2 re del bianco · d2 pedone del nero · d1 alfiere del bianco | 4 |
| 3 | c8 alfiere del nero · g8 cavallo del bianco · e7 alfiere del nero · f6 torre del nero · e5 alfiere del bianco · g5 re del nero · b4 torre del bianco · c4 donna del bianco · h4 cavallo del bianco · b2 re del bianco · d2 pedone del nero · d1 alfiere del bianco | c8 alfiere del nero · g8 cavallo del bianco · e7 alfiere del nero · f6 torre del nero · e5 alfiere del bianco · g5 re del nero · b4 torre del bianco · c4 donna del bianco · h4 cavallo del bianco · b2 re del bianco · d2 pedone del nero · d1 alfiere del bianco | c8 alfiere del nero · g8 cavallo del bianco · e7 alfiere del nero · f6 torre del nero · e5 alfiere del bianco · g5 re del nero · b4 torre del bianco · c4 donna del bianco · h4 cavallo del bianco · b2 re del bianco · d2 pedone del nero · d1 alfiere del bianco | c8 alfiere del nero · g8 cavallo del bianco · e7 alfiere del nero · f6 torre del nero · e5 alfiere del bianco · g5 re del nero · b4 torre del bianco · c4 donna del bianco · h4 cavallo del bianco · b2 re del bianco · d2 pedone del nero · d1 alfiere del bianco | c8 alfiere del nero · g8 cavallo del bianco · e7 alfiere del nero · f6 torre del nero · e5 alfiere del bianco · g5 re del nero · b4 torre del bianco · c4 donna del bianco · h4 cavallo del bianco · b2 re del bianco · d2 pedone del nero · d1 alfiere del bianco | c8 alfiere del nero · g8 cavallo del bianco · e7 alfiere del nero · f6 torre del nero · e5 alfiere del bianco · g5 re del nero · b4 torre del bianco · c4 donna del bianco · h4 cavallo del bianco · b2 re del bianco · d2 pedone del nero · d1 alfiere del bianco | c8 alfiere del nero · g8 cavallo del bianco · e7 alfiere del nero · f6 torre del nero · e5 alfiere del bianco · g5 re del nero · b4 torre del bianco · c4 donna del bianco · h4 cavallo del bianco · b2 re del bianco · d2 pedone del nero · d1 alfiere del bianco | c8 alfiere del nero · g8 cavallo del bianco · e7 alfiere del nero · f6 torre del nero · e5 alfiere del bianco · g5 re del nero · b4 torre del bianco · c4 donna del bianco · h4 cavallo del bianco · b2 re del bianco · d2 pedone del nero · d1 alfiere del bianco | 3 |
| 2 | c8 alfiere del nero · g8 cavallo del bianco · e7 alfiere del nero · f6 torre del nero · e5 alfiere del bianco · g5 re del nero · b4 torre del bianco · c4 donna del bianco · h4 cavallo del bianco · b2 re del bianco · d2 pedone del nero · d1 alfiere del bianco | c8 alfiere del nero · g8 cavallo del bianco · e7 alfiere del nero · f6 torre del nero · e5 alfiere del bianco · g5 re del nero · b4 torre del bianco · c4 donna del bianco · h4 cavallo del bianco · b2 re del bianco · d2 pedone del nero · d1 alfiere del bianco | c8 alfiere del nero · g8 cavallo del bianco · e7 alfiere del nero · f6 torre del nero · e5 alfiere del bianco · g5 re del nero · b4 torre del bianco · c4 donna del bianco · h4 cavallo del bianco · b2 re del bianco · d2 pedone del nero · d1 alfiere del bianco | c8 alfiere del nero · g8 cavallo del bianco · e7 alfiere del nero · f6 torre del nero · e5 alfiere del bianco · g5 re del nero · b4 torre del bianco · c4 donna del bianco · h4 cavallo del bianco · b2 re del bianco · d2 pedone del nero · d1 alfiere del bianco | c8 alfiere del nero · g8 cavallo del bianco · e7 alfiere del nero · f6 torre del nero · e5 alfiere del bianco · g5 re del nero · b4 torre del bianco · c4 donna del bianco · h4 cavallo del bianco · b2 re del bianco · d2 pedone del nero · d1 alfiere del bianco | c8 alfiere del nero · g8 cavallo del bianco · e7 alfiere del nero · f6 torre del nero · e5 alfiere del bianco · g5 re del nero · b4 torre del bianco · c4 donna del bianco · h4 cavallo del bianco · b2 re del bianco · d2 pedone del nero · d1 alfiere del bianco | c8 alfiere del nero · g8 cavallo del bianco · e7 alfiere del nero · f6 torre del nero · e5 alfiere del bianco · g5 re del nero · b4 torre del bianco · c4 donna del bianco · h4 cavallo del bianco · b2 re del bianco · d2 pedone del nero · d1 alfiere del bianco | c8 alfiere del nero · g8 cavallo del bianco · e7 alfiere del nero · f6 torre del nero · e5 alfiere del bianco · g5 re del nero · b4 torre del bianco · c4 donna del bianco · h4 cavallo del bianco · b2 re del bianco · d2 pedone del nero · d1 alfiere del bianco | 2 |
| 1 | c8 alfiere del nero · g8 cavallo del bianco · e7 alfiere del nero · f6 torre del nero · e5 alfiere del bianco · g5 re del nero · b4 torre del bianco · c4 donna del bianco · h4 cavallo del bianco · b2 re del bianco · d2 pedone del nero · d1 alfiere del bianco | c8 alfiere del nero · g8 cavallo del bianco · e7 alfiere del nero · f6 torre del nero · e5 alfiere del bianco · g5 re del nero · b4 torre del bianco · c4 donna del bianco · h4 cavallo del bianco · b2 re del bianco · d2 pedone del nero · d1 alfiere del bianco | c8 alfiere del nero · g8 cavallo del bianco · e7 alfiere del nero · f6 torre del nero · e5 alfiere del bianco · g5 re del nero · b4 torre del bianco · c4 donna del bianco · h4 cavallo del bianco · b2 re del bianco · d2 pedone del nero · d1 alfiere del bianco | c8 alfiere del nero · g8 cavallo del bianco · e7 alfiere del nero · f6 torre del nero · e5 alfiere del bianco · g5 re del nero · b4 torre del bianco · c4 donna del bianco · h4 cavallo del bianco · b2 re del bianco · d2 pedone del nero · d1 alfiere del bianco | c8 alfiere del nero · g8 cavallo del bianco · e7 alfiere del nero · f6 torre del nero · e5 alfiere del bianco · g5 re del nero · b4 torre del bianco · c4 donna del bianco · h4 cavallo del bianco · b2 re del bianco · d2 pedone del nero · d1 alfiere del bianco | c8 alfiere del nero · g8 cavallo del bianco · e7 alfiere del nero · f6 torre del nero · e5 alfiere del bianco · g5 re del nero · b4 torre del bianco · c4 donna del bianco · h4 cavallo del bianco · b2 re del bianco · d2 pedone del nero · d1 alfiere del bianco | c8 alfiere del nero · g8 cavallo del bianco · e7 alfiere del nero · f6 torre del nero · e5 alfiere del bianco · g5 re del nero · b4 torre del bianco · c4 donna del bianco · h4 cavallo del bianco · b2 re del bianco · d2 pedone del nero · d1 alfiere del bianco | c8 alfiere del nero · g8 cavallo del bianco · e7 alfiere del nero · f6 torre del nero · e5 alfiere del bianco · g5 re del nero · b4 torre del bianco · c4 donna del bianco · h4 cavallo del bianco · b2 re del bianco · d2 pedone del nero · d1 alfiere del bianco | 1 |
|   | a | b | c | d | e | f | g | h |   |

|   | a | b | c | d | e | f | g | h |   |
| 8 | c8 alfiere del bianco · d6 re del bianco · e6 pedone del nero · g6 cavallo del nero · d5 cavallo del bianco · g5 pedone del bianco · a4 torre del nero · b4 pedone del nero · e4 donna del bianco · g4 cavallo del nero · h4 alfiere del nero · c3 pedone del nero · e3 pedone del nero · g3 pedone del nero · d2 pedone del bianco · e2 re del nero · f2 pedone del bianco · d1 torre del bianco · f1 torre del bianco | c8 alfiere del bianco · d6 re del bianco · e6 pedone del nero · g6 cavallo del nero · d5 cavallo del bianco · g5 pedone del bianco · a4 torre del nero · b4 pedone del nero · e4 donna del bianco · g4 cavallo del nero · h4 alfiere del nero · c3 pedone del nero · e3 pedone del nero · g3 pedone del nero · d2 pedone del bianco · e2 re del nero · f2 pedone del bianco · d1 torre del bianco · f1 torre del bianco | c8 alfiere del bianco · d6 re del bianco · e6 pedone del nero · g6 cavallo del nero · d5 cavallo del bianco · g5 pedone del bianco · a4 torre del nero · b4 pedone del nero · e4 donna del bianco · g4 cavallo del nero · h4 alfiere del nero · c3 pedone del nero · e3 pedone del nero · g3 pedone del nero · d2 pedone del bianco · e2 re del nero · f2 pedone del bianco · d1 torre del bianco · f1 torre del bianco | c8 alfiere del bianco · d6 re del bianco · e6 pedone del nero · g6 cavallo del nero · d5 cavallo del bianco · g5 pedone del bianco · a4 torre del nero · b4 pedone del nero · e4 donna del bianco · g4 cavallo del nero · h4 alfiere del nero · c3 pedone del nero · e3 pedone del nero · g3 pedone del nero · d2 pedone del bianco · e2 re del nero · f2 pedone del bianco · d1 torre del bianco · f1 torre del bianco | c8 alfiere del bianco · d6 re del bianco · e6 pedone del nero · g6 cavallo del nero · d5 cavallo del bianco · g5 pedone del bianco · a4 torre del nero · b4 pedone del nero · e4 donna del bianco · g4 cavallo del nero · h4 alfiere del nero · c3 pedone del nero · e3 pedone del nero · g3 pedone del nero · d2 pedone del bianco · e2 re del nero · f2 pedone del bianco · d1 torre del bianco · f1 torre del bianco | c8 alfiere del bianco · d6 re del bianco · e6 pedone del nero · g6 cavallo del nero · d5 cavallo del bianco · g5 pedone del bianco · a4 torre del nero · b4 pedone del nero · e4 donna del bianco · g4 cavallo del nero · h4 alfiere del nero · c3 pedone del nero · e3 pedone del nero · g3 pedone del nero · d2 pedone del bianco · e2 re del nero · f2 pedone del bianco · d1 torre del bianco · f1 torre del bianco | c8 alfiere del bianco · d6 re del bianco · e6 pedone del nero · g6 cavallo del nero · d5 cavallo del bianco · g5 pedone del bianco · a4 torre del nero · b4 pedone del nero · e4 donna del bianco · g4 cavallo del nero · h4 alfiere del nero · c3 pedone del nero · e3 pedone del nero · g3 pedone del nero · d2 pedone del bianco · e2 re del nero · f2 pedone del bianco · d1 torre del bianco · f1 torre del bianco | c8 alfiere del bianco · d6 re del bianco · e6 pedone del nero · g6 cavallo del nero · d5 cavallo del bianco · g5 pedone del bianco · a4 torre del nero · b4 pedone del nero · e4 donna del bianco · g4 cavallo del nero · h4 alfiere del nero · c3 pedone del nero · e3 pedone del nero · g3 pedone del nero · d2 pedone del bianco · e2 re del nero · f2 pedone del bianco · d1 torre del bianco · f1 torre del bianco | 8 |
| 7 | c8 alfiere del bianco · d6 re del bianco · e6 pedone del nero · g6 cavallo del nero · d5 cavallo del bianco · g5 pedone del bianco · a4 torre del nero · b4 pedone del nero · e4 donna del bianco · g4 cavallo del nero · h4 alfiere del nero · c3 pedone del nero · e3 pedone del nero · g3 pedone del nero · d2 pedone del bianco · e2 re del nero · f2 pedone del bianco · d1 torre del bianco · f1 torre del bianco | c8 alfiere del bianco · d6 re del bianco · e6 pedone del nero · g6 cavallo del nero · d5 cavallo del bianco · g5 pedone del bianco · a4 torre del nero · b4 pedone del nero · e4 donna del bianco · g4 cavallo del nero · h4 alfiere del nero · c3 pedone del nero · e3 pedone del nero · g3 pedone del nero · d2 pedone del bianco · e2 re del nero · f2 pedone del bianco · d1 torre del bianco · f1 torre del bianco | c8 alfiere del bianco · d6 re del bianco · e6 pedone del nero · g6 cavallo del nero · d5 cavallo del bianco · g5 pedone del bianco · a4 torre del nero · b4 pedone del nero · e4 donna del bianco · g4 cavallo del nero · h4 alfiere del nero · c3 pedone del nero · e3 pedone del nero · g3 pedone del nero · d2 pedone del bianco · e2 re del nero · f2 pedone del bianco · d1 torre del bianco · f1 torre del bianco | c8 alfiere del bianco · d6 re del bianco · e6 pedone del nero · g6 cavallo del nero · d5 cavallo del bianco · g5 pedone del bianco · a4 torre del nero · b4 pedone del nero · e4 donna del bianco · g4 cavallo del nero · h4 alfiere del nero · c3 pedone del nero · e3 pedone del nero · g3 pedone del nero · d2 pedone del bianco · e2 re del nero · f2 pedone del bianco · d1 torre del bianco · f1 torre del bianco | c8 alfiere del bianco · d6 re del bianco · e6 pedone del nero · g6 cavallo del nero · d5 cavallo del bianco · g5 pedone del bianco · a4 torre del nero · b4 pedone del nero · e4 donna del bianco · g4 cavallo del nero · h4 alfiere del nero · c3 pedone del nero · e3 pedone del nero · g3 pedone del nero · d2 pedone del bianco · e2 re del nero · f2 pedone del bianco · d1 torre del bianco · f1 torre del bianco | c8 alfiere del bianco · d6 re del bianco · e6 pedone del nero · g6 cavallo del nero · d5 cavallo del bianco · g5 pedone del bianco · a4 torre del nero · b4 pedone del nero · e4 donna del bianco · g4 cavallo del nero · h4 alfiere del nero · c3 pedone del nero · e3 pedone del nero · g3 pedone del nero · d2 pedone del bianco · e2 re del nero · f2 pedone del bianco · d1 torre del bianco · f1 torre del bianco | c8 alfiere del bianco · d6 re del bianco · e6 pedone del nero · g6 cavallo del nero · d5 cavallo del bianco · g5 pedone del bianco · a4 torre del nero · b4 pedone del nero · e4 donna del bianco · g4 cavallo del nero · h4 alfiere del nero · c3 pedone del nero · e3 pedone del nero · g3 pedone del nero · d2 pedone del bianco · e2 re del nero · f2 pedone del bianco · d1 torre del bianco · f1 torre del bianco | c8 alfiere del bianco · d6 re del bianco · e6 pedone del nero · g6 cavallo del nero · d5 cavallo del bianco · g5 pedone del bianco · a4 torre del nero · b4 pedone del nero · e4 donna del bianco · g4 cavallo del nero · h4 alfiere del nero · c3 pedone del nero · e3 pedone del nero · g3 pedone del nero · d2 pedone del bianco · e2 re del nero · f2 pedone del bianco · d1 torre del bianco · f1 torre del bianco | 7 |
| 6 | c8 alfiere del bianco · d6 re del bianco · e6 pedone del nero · g6 cavallo del nero · d5 cavallo del bianco · g5 pedone del bianco · a4 torre del nero · b4 pedone del nero · e4 donna del bianco · g4 cavallo del nero · h4 alfiere del nero · c3 pedone del nero · e3 pedone del nero · g3 pedone del nero · d2 pedone del bianco · e2 re del nero · f2 pedone del bianco · d1 torre del bianco · f1 torre del bianco | c8 alfiere del bianco · d6 re del bianco · e6 pedone del nero · g6 cavallo del nero · d5 cavallo del bianco · g5 pedone del bianco · a4 torre del nero · b4 pedone del nero · e4 donna del bianco · g4 cavallo del nero · h4 alfiere del nero · c3 pedone del nero · e3 pedone del nero · g3 pedone del nero · d2 pedone del bianco · e2 re del nero · f2 pedone del bianco · d1 torre del bianco · f1 torre del bianco | c8 alfiere del bianco · d6 re del bianco · e6 pedone del nero · g6 cavallo del nero · d5 cavallo del bianco · g5 pedone del bianco · a4 torre del nero · b4 pedone del nero · e4 donna del bianco · g4 cavallo del nero · h4 alfiere del nero · c3 pedone del nero · e3 pedone del nero · g3 pedone del nero · d2 pedone del bianco · e2 re del nero · f2 pedone del bianco · d1 torre del bianco · f1 torre del bianco | c8 alfiere del bianco · d6 re del bianco · e6 pedone del nero · g6 cavallo del nero · d5 cavallo del bianco · g5 pedone del bianco · a4 torre del nero · b4 pedone del nero · e4 donna del bianco · g4 cavallo del nero · h4 alfiere del nero · c3 pedone del nero · e3 pedone del nero · g3 pedone del nero · d2 pedone del bianco · e2 re del nero · f2 pedone del bianco · d1 torre del bianco · f1 torre del bianco | c8 alfiere del bianco · d6 re del bianco · e6 pedone del nero · g6 cavallo del nero · d5 cavallo del bianco · g5 pedone del bianco · a4 torre del nero · b4 pedone del nero · e4 donna del bianco · g4 cavallo del nero · h4 alfiere del nero · c3 pedone del nero · e3 pedone del nero · g3 pedone del nero · d2 pedone del bianco · e2 re del nero · f2 pedone del bianco · d1 torre del bianco · f1 torre del bianco | c8 alfiere del bianco · d6 re del bianco · e6 pedone del nero · g6 cavallo del nero · d5 cavallo del bianco · g5 pedone del bianco · a4 torre del nero · b4 pedone del nero · e4 donna del bianco · g4 cavallo del nero · h4 alfiere del nero · c3 pedone del nero · e3 pedone del nero · g3 pedone del nero · d2 pedone del bianco · e2 re del nero · f2 pedone del bianco · d1 torre del bianco · f1 torre del bianco | c8 alfiere del bianco · d6 re del bianco · e6 pedone del nero · g6 cavallo del nero · d5 cavallo del bianco · g5 pedone del bianco · a4 torre del nero · b4 pedone del nero · e4 donna del bianco · g4 cavallo del nero · h4 alfiere del nero · c3 pedone del nero · e3 pedone del nero · g3 pedone del nero · d2 pedone del bianco · e2 re del nero · f2 pedone del bianco · d1 torre del bianco · f1 torre del bianco | c8 alfiere del bianco · d6 re del bianco · e6 pedone del nero · g6 cavallo del nero · d5 cavallo del bianco · g5 pedone del bianco · a4 torre del nero · b4 pedone del nero · e4 donna del bianco · g4 cavallo del nero · h4 alfiere del nero · c3 pedone del nero · e3 pedone del nero · g3 pedone del nero · d2 pedone del bianco · e2 re del nero · f2 pedone del bianco · d1 torre del bianco · f1 torre del bianco | 6 |
| 5 | c8 alfiere del bianco · d6 re del bianco · e6 pedone del nero · g6 cavallo del nero · d5 cavallo del bianco · g5 pedone del bianco · a4 torre del nero · b4 pedone del nero · e4 donna del bianco · g4 cavallo del nero · h4 alfiere del nero · c3 pedone del nero · e3 pedone del nero · g3 pedone del nero · d2 pedone del bianco · e2 re del nero · f2 pedone del bianco · d1 torre del bianco · f1 torre del bianco | c8 alfiere del bianco · d6 re del bianco · e6 pedone del nero · g6 cavallo del nero · d5 cavallo del bianco · g5 pedone del bianco · a4 torre del nero · b4 pedone del nero · e4 donna del bianco · g4 cavallo del nero · h4 alfiere del nero · c3 pedone del nero · e3 pedone del nero · g3 pedone del nero · d2 pedone del bianco · e2 re del nero · f2 pedone del bianco · d1 torre del bianco · f1 torre del bianco | c8 alfiere del bianco · d6 re del bianco · e6 pedone del nero · g6 cavallo del nero · d5 cavallo del bianco · g5 pedone del bianco · a4 torre del nero · b4 pedone del nero · e4 donna del bianco · g4 cavallo del nero · h4 alfiere del nero · c3 pedone del nero · e3 pedone del nero · g3 pedone del nero · d2 pedone del bianco · e2 re del nero · f2 pedone del bianco · d1 torre del bianco · f1 torre del bianco | c8 alfiere del bianco · d6 re del bianco · e6 pedone del nero · g6 cavallo del nero · d5 cavallo del bianco · g5 pedone del bianco · a4 torre del nero · b4 pedone del nero · e4 donna del bianco · g4 cavallo del nero · h4 alfiere del nero · c3 pedone del nero · e3 pedone del nero · g3 pedone del nero · d2 pedone del bianco · e2 re del nero · f2 pedone del bianco · d1 torre del bianco · f1 torre del bianco | c8 alfiere del bianco · d6 re del bianco · e6 pedone del nero · g6 cavallo del nero · d5 cavallo del bianco · g5 pedone del bianco · a4 torre del nero · b4 pedone del nero · e4 donna del bianco · g4 cavallo del nero · h4 alfiere del nero · c3 pedone del nero · e3 pedone del nero · g3 pedone del nero · d2 pedone del bianco · e2 re del nero · f2 pedone del bianco · d1 torre del bianco · f1 torre del bianco | c8 alfiere del bianco · d6 re del bianco · e6 pedone del nero · g6 cavallo del nero · d5 cavallo del bianco · g5 pedone del bianco · a4 torre del nero · b4 pedone del nero · e4 donna del bianco · g4 cavallo del nero · h4 alfiere del nero · c3 pedone del nero · e3 pedone del nero · g3 pedone del nero · d2 pedone del bianco · e2 re del nero · f2 pedone del bianco · d1 torre del bianco · f1 torre del bianco | c8 alfiere del bianco · d6 re del bianco · e6 pedone del nero · g6 cavallo del nero · d5 cavallo del bianco · g5 pedone del bianco · a4 torre del nero · b4 pedone del nero · e4 donna del bianco · g4 cavallo del nero · h4 alfiere del nero · c3 pedone del nero · e3 pedone del nero · g3 pedone del nero · d2 pedone del bianco · e2 re del nero · f2 pedone del bianco · d1 torre del bianco · f1 torre del bianco | c8 alfiere del bianco · d6 re del bianco · e6 pedone del nero · g6 cavallo del nero · d5 cavallo del bianco · g5 pedone del bianco · a4 torre del nero · b4 pedone del nero · e4 donna del bianco · g4 cavallo del nero · h4 alfiere del nero · c3 pedone del nero · e3 pedone del nero · g3 pedone del nero · d2 pedone del bianco · e2 re del nero · f2 pedone del bianco · d1 torre del bianco · f1 torre del bianco | 5 |
| 4 | c8 alfiere del bianco · d6 re del bianco · e6 pedone del nero · g6 cavallo del nero · d5 cavallo del bianco · g5 pedone del bianco · a4 torre del nero · b4 pedone del nero · e4 donna del bianco · g4 cavallo del nero · h4 alfiere del nero · c3 pedone del nero · e3 pedone del nero · g3 pedone del nero · d2 pedone del bianco · e2 re del nero · f2 pedone del bianco · d1 torre del bianco · f1 torre del bianco | c8 alfiere del bianco · d6 re del bianco · e6 pedone del nero · g6 cavallo del nero · d5 cavallo del bianco · g5 pedone del bianco · a4 torre del nero · b4 pedone del nero · e4 donna del bianco · g4 cavallo del nero · h4 alfiere del nero · c3 pedone del nero · e3 pedone del nero · g3 pedone del nero · d2 pedone del bianco · e2 re del nero · f2 pedone del bianco · d1 torre del bianco · f1 torre del bianco | c8 alfiere del bianco · d6 re del bianco · e6 pedone del nero · g6 cavallo del nero · d5 cavallo del bianco · g5 pedone del bianco · a4 torre del nero · b4 pedone del nero · e4 donna del bianco · g4 cavallo del nero · h4 alfiere del nero · c3 pedone del nero · e3 pedone del nero · g3 pedone del nero · d2 pedone del bianco · e2 re del nero · f2 pedone del bianco · d1 torre del bianco · f1 torre del bianco | c8 alfiere del bianco · d6 re del bianco · e6 pedone del nero · g6 cavallo del nero · d5 cavallo del bianco · g5 pedone del bianco · a4 torre del nero · b4 pedone del nero · e4 donna del bianco · g4 cavallo del nero · h4 alfiere del nero · c3 pedone del nero · e3 pedone del nero · g3 pedone del nero · d2 pedone del bianco · e2 re del nero · f2 pedone del bianco · d1 torre del bianco · f1 torre del bianco | c8 alfiere del bianco · d6 re del bianco · e6 pedone del nero · g6 cavallo del nero · d5 cavallo del bianco · g5 pedone del bianco · a4 torre del nero · b4 pedone del nero · e4 donna del bianco · g4 cavallo del nero · h4 alfiere del nero · c3 pedone del nero · e3 pedone del nero · g3 pedone del nero · d2 pedone del bianco · e2 re del nero · f2 pedone del bianco · d1 torre del bianco · f1 torre del bianco | c8 alfiere del bianco · d6 re del bianco · e6 pedone del nero · g6 cavallo del nero · d5 cavallo del bianco · g5 pedone del bianco · a4 torre del nero · b4 pedone del nero · e4 donna del bianco · g4 cavallo del nero · h4 alfiere del nero · c3 pedone del nero · e3 pedone del nero · g3 pedone del nero · d2 pedone del bianco · e2 re del nero · f2 pedone del bianco · d1 torre del bianco · f1 torre del bianco | c8 alfiere del bianco · d6 re del bianco · e6 pedone del nero · g6 cavallo del nero · d5 cavallo del bianco · g5 pedone del bianco · a4 torre del nero · b4 pedone del nero · e4 donna del bianco · g4 cavallo del nero · h4 alfiere del nero · c3 pedone del nero · e3 pedone del nero · g3 pedone del nero · d2 pedone del bianco · e2 re del nero · f2 pedone del bianco · d1 torre del bianco · f1 torre del bianco | c8 alfiere del bianco · d6 re del bianco · e6 pedone del nero · g6 cavallo del nero · d5 cavallo del bianco · g5 pedone del bianco · a4 torre del nero · b4 pedone del nero · e4 donna del bianco · g4 cavallo del nero · h4 alfiere del nero · c3 pedone del nero · e3 pedone del nero · g3 pedone del nero · d2 pedone del bianco · e2 re del nero · f2 pedone del bianco · d1 torre del bianco · f1 torre del bianco | 4 |
| 3 | c8 alfiere del bianco · d6 re del bianco · e6 pedone del nero · g6 cavallo del nero · d5 cavallo del bianco · g5 pedone del bianco · a4 torre del nero · b4 pedone del nero · e4 donna del bianco · g4 cavallo del nero · h4 alfiere del nero · c3 pedone del nero · e3 pedone del nero · g3 pedone del nero · d2 pedone del bianco · e2 re del nero · f2 pedone del bianco · d1 torre del bianco · f1 torre del bianco | c8 alfiere del bianco · d6 re del bianco · e6 pedone del nero · g6 cavallo del nero · d5 cavallo del bianco · g5 pedone del bianco · a4 torre del nero · b4 pedone del nero · e4 donna del bianco · g4 cavallo del nero · h4 alfiere del nero · c3 pedone del nero · e3 pedone del nero · g3 pedone del nero · d2 pedone del bianco · e2 re del nero · f2 pedone del bianco · d1 torre del bianco · f1 torre del bianco | c8 alfiere del bianco · d6 re del bianco · e6 pedone del nero · g6 cavallo del nero · d5 cavallo del bianco · g5 pedone del bianco · a4 torre del nero · b4 pedone del nero · e4 donna del bianco · g4 cavallo del nero · h4 alfiere del nero · c3 pedone del nero · e3 pedone del nero · g3 pedone del nero · d2 pedone del bianco · e2 re del nero · f2 pedone del bianco · d1 torre del bianco · f1 torre del bianco | c8 alfiere del bianco · d6 re del bianco · e6 pedone del nero · g6 cavallo del nero · d5 cavallo del bianco · g5 pedone del bianco · a4 torre del nero · b4 pedone del nero · e4 donna del bianco · g4 cavallo del nero · h4 alfiere del nero · c3 pedone del nero · e3 pedone del nero · g3 pedone del nero · d2 pedone del bianco · e2 re del nero · f2 pedone del bianco · d1 torre del bianco · f1 torre del bianco | c8 alfiere del bianco · d6 re del bianco · e6 pedone del nero · g6 cavallo del nero · d5 cavallo del bianco · g5 pedone del bianco · a4 torre del nero · b4 pedone del nero · e4 donna del bianco · g4 cavallo del nero · h4 alfiere del nero · c3 pedone del nero · e3 pedone del nero · g3 pedone del nero · d2 pedone del bianco · e2 re del nero · f2 pedone del bianco · d1 torre del bianco · f1 torre del bianco | c8 alfiere del bianco · d6 re del bianco · e6 pedone del nero · g6 cavallo del nero · d5 cavallo del bianco · g5 pedone del bianco · a4 torre del nero · b4 pedone del nero · e4 donna del bianco · g4 cavallo del nero · h4 alfiere del nero · c3 pedone del nero · e3 pedone del nero · g3 pedone del nero · d2 pedone del bianco · e2 re del nero · f2 pedone del bianco · d1 torre del bianco · f1 torre del bianco | c8 alfiere del bianco · d6 re del bianco · e6 pedone del nero · g6 cavallo del nero · d5 cavallo del bianco · g5 pedone del bianco · a4 torre del nero · b4 pedone del nero · e4 donna del bianco · g4 cavallo del nero · h4 alfiere del nero · c3 pedone del nero · e3 pedone del nero · g3 pedone del nero · d2 pedone del bianco · e2 re del nero · f2 pedone del bianco · d1 torre del bianco · f1 torre del bianco | c8 alfiere del bianco · d6 re del bianco · e6 pedone del nero · g6 cavallo del nero · d5 cavallo del bianco · g5 pedone del bianco · a4 torre del nero · b4 pedone del nero · e4 donna del bianco · g4 cavallo del nero · h4 alfiere del nero · c3 pedone del nero · e3 pedone del nero · g3 pedone del nero · d2 pedone del bianco · e2 re del nero · f2 pedone del bianco · d1 torre del bianco · f1 torre del bianco | 3 |
| 2 | c8 alfiere del bianco · d6 re del bianco · e6 pedone del nero · g6 cavallo del nero · d5 cavallo del bianco · g5 pedone del bianco · a4 torre del nero · b4 pedone del nero · e4 donna del bianco · g4 cavallo del nero · h4 alfiere del nero · c3 pedone del nero · e3 pedone del nero · g3 pedone del nero · d2 pedone del bianco · e2 re del nero · f2 pedone del bianco · d1 torre del bianco · f1 torre del bianco | c8 alfiere del bianco · d6 re del bianco · e6 pedone del nero · g6 cavallo del nero · d5 cavallo del bianco · g5 pedone del bianco · a4 torre del nero · b4 pedone del nero · e4 donna del bianco · g4 cavallo del nero · h4 alfiere del nero · c3 pedone del nero · e3 pedone del nero · g3 pedone del nero · d2 pedone del bianco · e2 re del nero · f2 pedone del bianco · d1 torre del bianco · f1 torre del bianco | c8 alfiere del bianco · d6 re del bianco · e6 pedone del nero · g6 cavallo del nero · d5 cavallo del bianco · g5 pedone del bianco · a4 torre del nero · b4 pedone del nero · e4 donna del bianco · g4 cavallo del nero · h4 alfiere del nero · c3 pedone del nero · e3 pedone del nero · g3 pedone del nero · d2 pedone del bianco · e2 re del nero · f2 pedone del bianco · d1 torre del bianco · f1 torre del bianco | c8 alfiere del bianco · d6 re del bianco · e6 pedone del nero · g6 cavallo del nero · d5 cavallo del bianco · g5 pedone del bianco · a4 torre del nero · b4 pedone del nero · e4 donna del bianco · g4 cavallo del nero · h4 alfiere del nero · c3 pedone del nero · e3 pedone del nero · g3 pedone del nero · d2 pedone del bianco · e2 re del nero · f2 pedone del bianco · d1 torre del bianco · f1 torre del bianco | c8 alfiere del bianco · d6 re del bianco · e6 pedone del nero · g6 cavallo del nero · d5 cavallo del bianco · g5 pedone del bianco · a4 torre del nero · b4 pedone del nero · e4 donna del bianco · g4 cavallo del nero · h4 alfiere del nero · c3 pedone del nero · e3 pedone del nero · g3 pedone del nero · d2 pedone del bianco · e2 re del nero · f2 pedone del bianco · d1 torre del bianco · f1 torre del bianco | c8 alfiere del bianco · d6 re del bianco · e6 pedone del nero · g6 cavallo del nero · d5 cavallo del bianco · g5 pedone del bianco · a4 torre del nero · b4 pedone del nero · e4 donna del bianco · g4 cavallo del nero · h4 alfiere del nero · c3 pedone del nero · e3 pedone del nero · g3 pedone del nero · d2 pedone del bianco · e2 re del nero · f2 pedone del bianco · d1 torre del bianco · f1 torre del bianco | c8 alfiere del bianco · d6 re del bianco · e6 pedone del nero · g6 cavallo del nero · d5 cavallo del bianco · g5 pedone del bianco · a4 torre del nero · b4 pedone del nero · e4 donna del bianco · g4 cavallo del nero · h4 alfiere del nero · c3 pedone del nero · e3 pedone del nero · g3 pedone del nero · d2 pedone del bianco · e2 re del nero · f2 pedone del bianco · d1 torre del bianco · f1 torre del bianco | c8 alfiere del bianco · d6 re del bianco · e6 pedone del nero · g6 cavallo del nero · d5 cavallo del bianco · g5 pedone del bianco · a4 torre del nero · b4 pedone del nero · e4 donna del bianco · g4 cavallo del nero · h4 alfiere del nero · c3 pedone del nero · e3 pedone del nero · g3 pedone del nero · d2 pedone del bianco · e2 re del nero · f2 pedone del bianco · d1 torre del bianco · f1 torre del bianco | 2 |
| 1 | c8 alfiere del bianco · d6 re del bianco · e6 pedone del nero · g6 cavallo del nero · d5 cavallo del bianco · g5 pedone del bianco · a4 torre del nero · b4 pedone del nero · e4 donna del bianco · g4 cavallo del nero · h4 alfiere del nero · c3 pedone del nero · e3 pedone del nero · g3 pedone del nero · d2 pedone del bianco · e2 re del nero · f2 pedone del bianco · d1 torre del bianco · f1 torre del bianco | c8 alfiere del bianco · d6 re del bianco · e6 pedone del nero · g6 cavallo del nero · d5 cavallo del bianco · g5 pedone del bianco · a4 torre del nero · b4 pedone del nero · e4 donna del bianco · g4 cavallo del nero · h4 alfiere del nero · c3 pedone del nero · e3 pedone del nero · g3 pedone del nero · d2 pedone del bianco · e2 re del nero · f2 pedone del bianco · d1 torre del bianco · f1 torre del bianco | c8 alfiere del bianco · d6 re del bianco · e6 pedone del nero · g6 cavallo del nero · d5 cavallo del bianco · g5 pedone del bianco · a4 torre del nero · b4 pedone del nero · e4 donna del bianco · g4 cavallo del nero · h4 alfiere del nero · c3 pedone del nero · e3 pedone del nero · g3 pedone del nero · d2 pedone del bianco · e2 re del nero · f2 pedone del bianco · d1 torre del bianco · f1 torre del bianco | c8 alfiere del bianco · d6 re del bianco · e6 pedone del nero · g6 cavallo del nero · d5 cavallo del bianco · g5 pedone del bianco · a4 torre del nero · b4 pedone del nero · e4 donna del bianco · g4 cavallo del nero · h4 alfiere del nero · c3 pedone del nero · e3 pedone del nero · g3 pedone del nero · d2 pedone del bianco · e2 re del nero · f2 pedone del bianco · d1 torre del bianco · f1 torre del bianco | c8 alfiere del bianco · d6 re del bianco · e6 pedone del nero · g6 cavallo del nero · d5 cavallo del bianco · g5 pedone del bianco · a4 torre del nero · b4 pedone del nero · e4 donna del bianco · g4 cavallo del nero · h4 alfiere del nero · c3 pedone del nero · e3 pedone del nero · g3 pedone del nero · d2 pedone del bianco · e2 re del nero · f2 pedone del bianco · d1 torre del bianco · f1 torre del bianco | c8 alfiere del bianco · d6 re del bianco · e6 pedone del nero · g6 cavallo del nero · d5 cavallo del bianco · g5 pedone del bianco · a4 torre del nero · b4 pedone del nero · e4 donna del bianco · g4 cavallo del nero · h4 alfiere del nero · c3 pedone del nero · e3 pedone del nero · g3 pedone del nero · d2 pedone del bianco · e2 re del nero · f2 pedone del bianco · d1 torre del bianco · f1 torre del bianco | c8 alfiere del bianco · d6 re del bianco · e6 pedone del nero · g6 cavallo del nero · d5 cavallo del bianco · g5 pedone del bianco · a4 torre del nero · b4 pedone del nero · e4 donna del bianco · g4 cavallo del nero · h4 alfiere del nero · c3 pedone del nero · e3 pedone del nero · g3 pedone del nero · d2 pedone del bianco · e2 re del nero · f2 pedone del bianco · d1 torre del bianco · f1 torre del bianco | c8 alfiere del bianco · d6 re del bianco · e6 pedone del nero · g6 cavallo del nero · d5 cavallo del bianco · g5 pedone del bianco · a4 torre del nero · b4 pedone del nero · e4 donna del bianco · g4 cavallo del nero · h4 alfiere del nero · c3 pedone del nero · e3 pedone del nero · g3 pedone del nero · d2 pedone del bianco · e2 re del nero · f2 pedone del bianco · d1 torre del bianco · f1 torre del bianco | 1 |
|   | a | b | c | d | e | f | g | h |   |

Soluzione:
Tentativi:

1. dxc3? (2. Dxg4#), ma 1... b3!

1. fxe3? (2. Dc4#), ma 1... C4e5!

1. fxg3? (2. Dc4#), ma 1... Axg3+!

1. f3? (2. Dc4#), ma 1... exd5!

1. f4? (2. Dc4#), ma 1... C6e5!
Chiave: 1. d4!  (min. 2. Dxg4#)

1... Ta6+  2. Axa6#

1... Ch2/h6/f6/C4e5  2. Dxe3#

1... Cxf2  2. Dxe3#/Tfe1#

|   | a | b | c | d | e | f | g | h |   |
| 8 | h7 alfiere del bianco · d6 pedone del bianco · h6 donna del bianco · a4 pedone del nero · a3 pedone del bianco · c3 alfiere del bianco · g3 torre del nero · h3 torre del bianco · c2 pedone del bianco · f2 pedone del bianco · g2 torre del bianco · h2 pedone del nero · b1 re del nero · c1 cavallo del bianco · h1 re del bianco | h7 alfiere del bianco · d6 pedone del bianco · h6 donna del bianco · a4 pedone del nero · a3 pedone del bianco · c3 alfiere del bianco · g3 torre del nero · h3 torre del bianco · c2 pedone del bianco · f2 pedone del bianco · g2 torre del bianco · h2 pedone del nero · b1 re del nero · c1 cavallo del bianco · h1 re del bianco | h7 alfiere del bianco · d6 pedone del bianco · h6 donna del bianco · a4 pedone del nero · a3 pedone del bianco · c3 alfiere del bianco · g3 torre del nero · h3 torre del bianco · c2 pedone del bianco · f2 pedone del bianco · g2 torre del bianco · h2 pedone del nero · b1 re del nero · c1 cavallo del bianco · h1 re del bianco | h7 alfiere del bianco · d6 pedone del bianco · h6 donna del bianco · a4 pedone del nero · a3 pedone del bianco · c3 alfiere del bianco · g3 torre del nero · h3 torre del bianco · c2 pedone del bianco · f2 pedone del bianco · g2 torre del bianco · h2 pedone del nero · b1 re del nero · c1 cavallo del bianco · h1 re del bianco | h7 alfiere del bianco · d6 pedone del bianco · h6 donna del bianco · a4 pedone del nero · a3 pedone del bianco · c3 alfiere del bianco · g3 torre del nero · h3 torre del bianco · c2 pedone del bianco · f2 pedone del bianco · g2 torre del bianco · h2 pedone del nero · b1 re del nero · c1 cavallo del bianco · h1 re del bianco | h7 alfiere del bianco · d6 pedone del bianco · h6 donna del bianco · a4 pedone del nero · a3 pedone del bianco · c3 alfiere del bianco · g3 torre del nero · h3 torre del bianco · c2 pedone del bianco · f2 pedone del bianco · g2 torre del bianco · h2 pedone del nero · b1 re del nero · c1 cavallo del bianco · h1 re del bianco | h7 alfiere del bianco · d6 pedone del bianco · h6 donna del bianco · a4 pedone del nero · a3 pedone del bianco · c3 alfiere del bianco · g3 torre del nero · h3 torre del bianco · c2 pedone del bianco · f2 pedone del bianco · g2 torre del bianco · h2 pedone del nero · b1 re del nero · c1 cavallo del bianco · h1 re del bianco | h7 alfiere del bianco · d6 pedone del bianco · h6 donna del bianco · a4 pedone del nero · a3 pedone del bianco · c3 alfiere del bianco · g3 torre del nero · h3 torre del bianco · c2 pedone del bianco · f2 pedone del bianco · g2 torre del bianco · h2 pedone del nero · b1 re del nero · c1 cavallo del bianco · h1 re del bianco | 8 |
| 7 | h7 alfiere del bianco · d6 pedone del bianco · h6 donna del bianco · a4 pedone del nero · a3 pedone del bianco · c3 alfiere del bianco · g3 torre del nero · h3 torre del bianco · c2 pedone del bianco · f2 pedone del bianco · g2 torre del bianco · h2 pedone del nero · b1 re del nero · c1 cavallo del bianco · h1 re del bianco | h7 alfiere del bianco · d6 pedone del bianco · h6 donna del bianco · a4 pedone del nero · a3 pedone del bianco · c3 alfiere del bianco · g3 torre del nero · h3 torre del bianco · c2 pedone del bianco · f2 pedone del bianco · g2 torre del bianco · h2 pedone del nero · b1 re del nero · c1 cavallo del bianco · h1 re del bianco | h7 alfiere del bianco · d6 pedone del bianco · h6 donna del bianco · a4 pedone del nero · a3 pedone del bianco · c3 alfiere del bianco · g3 torre del nero · h3 torre del bianco · c2 pedone del bianco · f2 pedone del bianco · g2 torre del bianco · h2 pedone del nero · b1 re del nero · c1 cavallo del bianco · h1 re del bianco | h7 alfiere del bianco · d6 pedone del bianco · h6 donna del bianco · a4 pedone del nero · a3 pedone del bianco · c3 alfiere del bianco · g3 torre del nero · h3 torre del bianco · c2 pedone del bianco · f2 pedone del bianco · g2 torre del bianco · h2 pedone del nero · b1 re del nero · c1 cavallo del bianco · h1 re del bianco | h7 alfiere del bianco · d6 pedone del bianco · h6 donna del bianco · a4 pedone del nero · a3 pedone del bianco · c3 alfiere del bianco · g3 torre del nero · h3 torre del bianco · c2 pedone del bianco · f2 pedone del bianco · g2 torre del bianco · h2 pedone del nero · b1 re del nero · c1 cavallo del bianco · h1 re del bianco | h7 alfiere del bianco · d6 pedone del bianco · h6 donna del bianco · a4 pedone del nero · a3 pedone del bianco · c3 alfiere del bianco · g3 torre del nero · h3 torre del bianco · c2 pedone del bianco · f2 pedone del bianco · g2 torre del bianco · h2 pedone del nero · b1 re del nero · c1 cavallo del bianco · h1 re del bianco | h7 alfiere del bianco · d6 pedone del bianco · h6 donna del bianco · a4 pedone del nero · a3 pedone del bianco · c3 alfiere del bianco · g3 torre del nero · h3 torre del bianco · c2 pedone del bianco · f2 pedone del bianco · g2 torre del bianco · h2 pedone del nero · b1 re del nero · c1 cavallo del bianco · h1 re del bianco | h7 alfiere del bianco · d6 pedone del bianco · h6 donna del bianco · a4 pedone del nero · a3 pedone del bianco · c3 alfiere del bianco · g3 torre del nero · h3 torre del bianco · c2 pedone del bianco · f2 pedone del bianco · g2 torre del bianco · h2 pedone del nero · b1 re del nero · c1 cavallo del bianco · h1 re del bianco | 7 |
| 6 | h7 alfiere del bianco · d6 pedone del bianco · h6 donna del bianco · a4 pedone del nero · a3 pedone del bianco · c3 alfiere del bianco · g3 torre del nero · h3 torre del bianco · c2 pedone del bianco · f2 pedone del bianco · g2 torre del bianco · h2 pedone del nero · b1 re del nero · c1 cavallo del bianco · h1 re del bianco | h7 alfiere del bianco · d6 pedone del bianco · h6 donna del bianco · a4 pedone del nero · a3 pedone del bianco · c3 alfiere del bianco · g3 torre del nero · h3 torre del bianco · c2 pedone del bianco · f2 pedone del bianco · g2 torre del bianco · h2 pedone del nero · b1 re del nero · c1 cavallo del bianco · h1 re del bianco | h7 alfiere del bianco · d6 pedone del bianco · h6 donna del bianco · a4 pedone del nero · a3 pedone del bianco · c3 alfiere del bianco · g3 torre del nero · h3 torre del bianco · c2 pedone del bianco · f2 pedone del bianco · g2 torre del bianco · h2 pedone del nero · b1 re del nero · c1 cavallo del bianco · h1 re del bianco | h7 alfiere del bianco · d6 pedone del bianco · h6 donna del bianco · a4 pedone del nero · a3 pedone del bianco · c3 alfiere del bianco · g3 torre del nero · h3 torre del bianco · c2 pedone del bianco · f2 pedone del bianco · g2 torre del bianco · h2 pedone del nero · b1 re del nero · c1 cavallo del bianco · h1 re del bianco | h7 alfiere del bianco · d6 pedone del bianco · h6 donna del bianco · a4 pedone del nero · a3 pedone del bianco · c3 alfiere del bianco · g3 torre del nero · h3 torre del bianco · c2 pedone del bianco · f2 pedone del bianco · g2 torre del bianco · h2 pedone del nero · b1 re del nero · c1 cavallo del bianco · h1 re del bianco | h7 alfiere del bianco · d6 pedone del bianco · h6 donna del bianco · a4 pedone del nero · a3 pedone del bianco · c3 alfiere del bianco · g3 torre del nero · h3 torre del bianco · c2 pedone del bianco · f2 pedone del bianco · g2 torre del bianco · h2 pedone del nero · b1 re del nero · c1 cavallo del bianco · h1 re del bianco | h7 alfiere del bianco · d6 pedone del bianco · h6 donna del bianco · a4 pedone del nero · a3 pedone del bianco · c3 alfiere del bianco · g3 torre del nero · h3 torre del bianco · c2 pedone del bianco · f2 pedone del bianco · g2 torre del bianco · h2 pedone del nero · b1 re del nero · c1 cavallo del bianco · h1 re del bianco | h7 alfiere del bianco · d6 pedone del bianco · h6 donna del bianco · a4 pedone del nero · a3 pedone del bianco · c3 alfiere del bianco · g3 torre del nero · h3 torre del bianco · c2 pedone del bianco · f2 pedone del bianco · g2 torre del bianco · h2 pedone del nero · b1 re del nero · c1 cavallo del bianco · h1 re del bianco | 6 |
| 5 | h7 alfiere del bianco · d6 pedone del bianco · h6 donna del bianco · a4 pedone del nero · a3 pedone del bianco · c3 alfiere del bianco · g3 torre del nero · h3 torre del bianco · c2 pedone del bianco · f2 pedone del bianco · g2 torre del bianco · h2 pedone del nero · b1 re del nero · c1 cavallo del bianco · h1 re del bianco | h7 alfiere del bianco · d6 pedone del bianco · h6 donna del bianco · a4 pedone del nero · a3 pedone del bianco · c3 alfiere del bianco · g3 torre del nero · h3 torre del bianco · c2 pedone del bianco · f2 pedone del bianco · g2 torre del bianco · h2 pedone del nero · b1 re del nero · c1 cavallo del bianco · h1 re del bianco | h7 alfiere del bianco · d6 pedone del bianco · h6 donna del bianco · a4 pedone del nero · a3 pedone del bianco · c3 alfiere del bianco · g3 torre del nero · h3 torre del bianco · c2 pedone del bianco · f2 pedone del bianco · g2 torre del bianco · h2 pedone del nero · b1 re del nero · c1 cavallo del bianco · h1 re del bianco | h7 alfiere del bianco · d6 pedone del bianco · h6 donna del bianco · a4 pedone del nero · a3 pedone del bianco · c3 alfiere del bianco · g3 torre del nero · h3 torre del bianco · c2 pedone del bianco · f2 pedone del bianco · g2 torre del bianco · h2 pedone del nero · b1 re del nero · c1 cavallo del bianco · h1 re del bianco | h7 alfiere del bianco · d6 pedone del bianco · h6 donna del bianco · a4 pedone del nero · a3 pedone del bianco · c3 alfiere del bianco · g3 torre del nero · h3 torre del bianco · c2 pedone del bianco · f2 pedone del bianco · g2 torre del bianco · h2 pedone del nero · b1 re del nero · c1 cavallo del bianco · h1 re del bianco | h7 alfiere del bianco · d6 pedone del bianco · h6 donna del bianco · a4 pedone del nero · a3 pedone del bianco · c3 alfiere del bianco · g3 torre del nero · h3 torre del bianco · c2 pedone del bianco · f2 pedone del bianco · g2 torre del bianco · h2 pedone del nero · b1 re del nero · c1 cavallo del bianco · h1 re del bianco | h7 alfiere del bianco · d6 pedone del bianco · h6 donna del bianco · a4 pedone del nero · a3 pedone del bianco · c3 alfiere del bianco · g3 torre del nero · h3 torre del bianco · c2 pedone del bianco · f2 pedone del bianco · g2 torre del bianco · h2 pedone del nero · b1 re del nero · c1 cavallo del bianco · h1 re del bianco | h7 alfiere del bianco · d6 pedone del bianco · h6 donna del bianco · a4 pedone del nero · a3 pedone del bianco · c3 alfiere del bianco · g3 torre del nero · h3 torre del bianco · c2 pedone del bianco · f2 pedone del bianco · g2 torre del bianco · h2 pedone del nero · b1 re del nero · c1 cavallo del bianco · h1 re del bianco | 5 |
| 4 | h7 alfiere del bianco · d6 pedone del bianco · h6 donna del bianco · a4 pedone del nero · a3 pedone del bianco · c3 alfiere del bianco · g3 torre del nero · h3 torre del bianco · c2 pedone del bianco · f2 pedone del bianco · g2 torre del bianco · h2 pedone del nero · b1 re del nero · c1 cavallo del bianco · h1 re del bianco | h7 alfiere del bianco · d6 pedone del bianco · h6 donna del bianco · a4 pedone del nero · a3 pedone del bianco · c3 alfiere del bianco · g3 torre del nero · h3 torre del bianco · c2 pedone del bianco · f2 pedone del bianco · g2 torre del bianco · h2 pedone del nero · b1 re del nero · c1 cavallo del bianco · h1 re del bianco | h7 alfiere del bianco · d6 pedone del bianco · h6 donna del bianco · a4 pedone del nero · a3 pedone del bianco · c3 alfiere del bianco · g3 torre del nero · h3 torre del bianco · c2 pedone del bianco · f2 pedone del bianco · g2 torre del bianco · h2 pedone del nero · b1 re del nero · c1 cavallo del bianco · h1 re del bianco | h7 alfiere del bianco · d6 pedone del bianco · h6 donna del bianco · a4 pedone del nero · a3 pedone del bianco · c3 alfiere del bianco · g3 torre del nero · h3 torre del bianco · c2 pedone del bianco · f2 pedone del bianco · g2 torre del bianco · h2 pedone del nero · b1 re del nero · c1 cavallo del bianco · h1 re del bianco | h7 alfiere del bianco · d6 pedone del bianco · h6 donna del bianco · a4 pedone del nero · a3 pedone del bianco · c3 alfiere del bianco · g3 torre del nero · h3 torre del bianco · c2 pedone del bianco · f2 pedone del bianco · g2 torre del bianco · h2 pedone del nero · b1 re del nero · c1 cavallo del bianco · h1 re del bianco | h7 alfiere del bianco · d6 pedone del bianco · h6 donna del bianco · a4 pedone del nero · a3 pedone del bianco · c3 alfiere del bianco · g3 torre del nero · h3 torre del bianco · c2 pedone del bianco · f2 pedone del bianco · g2 torre del bianco · h2 pedone del nero · b1 re del nero · c1 cavallo del bianco · h1 re del bianco | h7 alfiere del bianco · d6 pedone del bianco · h6 donna del bianco · a4 pedone del nero · a3 pedone del bianco · c3 alfiere del bianco · g3 torre del nero · h3 torre del bianco · c2 pedone del bianco · f2 pedone del bianco · g2 torre del bianco · h2 pedone del nero · b1 re del nero · c1 cavallo del bianco · h1 re del bianco | h7 alfiere del bianco · d6 pedone del bianco · h6 donna del bianco · a4 pedone del nero · a3 pedone del bianco · c3 alfiere del bianco · g3 torre del nero · h3 torre del bianco · c2 pedone del bianco · f2 pedone del bianco · g2 torre del bianco · h2 pedone del nero · b1 re del nero · c1 cavallo del bianco · h1 re del bianco | 4 |
| 3 | h7 alfiere del bianco · d6 pedone del bianco · h6 donna del bianco · a4 pedone del nero · a3 pedone del bianco · c3 alfiere del bianco · g3 torre del nero · h3 torre del bianco · c2 pedone del bianco · f2 pedone del bianco · g2 torre del bianco · h2 pedone del nero · b1 re del nero · c1 cavallo del bianco · h1 re del bianco | h7 alfiere del bianco · d6 pedone del bianco · h6 donna del bianco · a4 pedone del nero · a3 pedone del bianco · c3 alfiere del bianco · g3 torre del nero · h3 torre del bianco · c2 pedone del bianco · f2 pedone del bianco · g2 torre del bianco · h2 pedone del nero · b1 re del nero · c1 cavallo del bianco · h1 re del bianco | h7 alfiere del bianco · d6 pedone del bianco · h6 donna del bianco · a4 pedone del nero · a3 pedone del bianco · c3 alfiere del bianco · g3 torre del nero · h3 torre del bianco · c2 pedone del bianco · f2 pedone del bianco · g2 torre del bianco · h2 pedone del nero · b1 re del nero · c1 cavallo del bianco · h1 re del bianco | h7 alfiere del bianco · d6 pedone del bianco · h6 donna del bianco · a4 pedone del nero · a3 pedone del bianco · c3 alfiere del bianco · g3 torre del nero · h3 torre del bianco · c2 pedone del bianco · f2 pedone del bianco · g2 torre del bianco · h2 pedone del nero · b1 re del nero · c1 cavallo del bianco · h1 re del bianco | h7 alfiere del bianco · d6 pedone del bianco · h6 donna del bianco · a4 pedone del nero · a3 pedone del bianco · c3 alfiere del bianco · g3 torre del nero · h3 torre del bianco · c2 pedone del bianco · f2 pedone del bianco · g2 torre del bianco · h2 pedone del nero · b1 re del nero · c1 cavallo del bianco · h1 re del bianco | h7 alfiere del bianco · d6 pedone del bianco · h6 donna del bianco · a4 pedone del nero · a3 pedone del bianco · c3 alfiere del bianco · g3 torre del nero · h3 torre del bianco · c2 pedone del bianco · f2 pedone del bianco · g2 torre del bianco · h2 pedone del nero · b1 re del nero · c1 cavallo del bianco · h1 re del bianco | h7 alfiere del bianco · d6 pedone del bianco · h6 donna del bianco · a4 pedone del nero · a3 pedone del bianco · c3 alfiere del bianco · g3 torre del nero · h3 torre del bianco · c2 pedone del bianco · f2 pedone del bianco · g2 torre del bianco · h2 pedone del nero · b1 re del nero · c1 cavallo del bianco · h1 re del bianco | h7 alfiere del bianco · d6 pedone del bianco · h6 donna del bianco · a4 pedone del nero · a3 pedone del bianco · c3 alfiere del bianco · g3 torre del nero · h3 torre del bianco · c2 pedone del bianco · f2 pedone del bianco · g2 torre del bianco · h2 pedone del nero · b1 re del nero · c1 cavallo del bianco · h1 re del bianco | 3 |
| 2 | h7 alfiere del bianco · d6 pedone del bianco · h6 donna del bianco · a4 pedone del nero · a3 pedone del bianco · c3 alfiere del bianco · g3 torre del nero · h3 torre del bianco · c2 pedone del bianco · f2 pedone del bianco · g2 torre del bianco · h2 pedone del nero · b1 re del nero · c1 cavallo del bianco · h1 re del bianco | h7 alfiere del bianco · d6 pedone del bianco · h6 donna del bianco · a4 pedone del nero · a3 pedone del bianco · c3 alfiere del bianco · g3 torre del nero · h3 torre del bianco · c2 pedone del bianco · f2 pedone del bianco · g2 torre del bianco · h2 pedone del nero · b1 re del nero · c1 cavallo del bianco · h1 re del bianco | h7 alfiere del bianco · d6 pedone del bianco · h6 donna del bianco · a4 pedone del nero · a3 pedone del bianco · c3 alfiere del bianco · g3 torre del nero · h3 torre del bianco · c2 pedone del bianco · f2 pedone del bianco · g2 torre del bianco · h2 pedone del nero · b1 re del nero · c1 cavallo del bianco · h1 re del bianco | h7 alfiere del bianco · d6 pedone del bianco · h6 donna del bianco · a4 pedone del nero · a3 pedone del bianco · c3 alfiere del bianco · g3 torre del nero · h3 torre del bianco · c2 pedone del bianco · f2 pedone del bianco · g2 torre del bianco · h2 pedone del nero · b1 re del nero · c1 cavallo del bianco · h1 re del bianco | h7 alfiere del bianco · d6 pedone del bianco · h6 donna del bianco · a4 pedone del nero · a3 pedone del bianco · c3 alfiere del bianco · g3 torre del nero · h3 torre del bianco · c2 pedone del bianco · f2 pedone del bianco · g2 torre del bianco · h2 pedone del nero · b1 re del nero · c1 cavallo del bianco · h1 re del bianco | h7 alfiere del bianco · d6 pedone del bianco · h6 donna del bianco · a4 pedone del nero · a3 pedone del bianco · c3 alfiere del bianco · g3 torre del nero · h3 torre del bianco · c2 pedone del bianco · f2 pedone del bianco · g2 torre del bianco · h2 pedone del nero · b1 re del nero · c1 cavallo del bianco · h1 re del bianco | h7 alfiere del bianco · d6 pedone del bianco · h6 donna del bianco · a4 pedone del nero · a3 pedone del bianco · c3 alfiere del bianco · g3 torre del nero · h3 torre del bianco · c2 pedone del bianco · f2 pedone del bianco · g2 torre del bianco · h2 pedone del nero · b1 re del nero · c1 cavallo del bianco · h1 re del bianco | h7 alfiere del bianco · d6 pedone del bianco · h6 donna del bianco · a4 pedone del nero · a3 pedone del bianco · c3 alfiere del bianco · g3 torre del nero · h3 torre del bianco · c2 pedone del bianco · f2 pedone del bianco · g2 torre del bianco · h2 pedone del nero · b1 re del nero · c1 cavallo del bianco · h1 re del bianco | 2 |
| 1 | h7 alfiere del bianco · d6 pedone del bianco · h6 donna del bianco · a4 pedone del nero · a3 pedone del bianco · c3 alfiere del bianco · g3 torre del nero · h3 torre del bianco · c2 pedone del bianco · f2 pedone del bianco · g2 torre del bianco · h2 pedone del nero · b1 re del nero · c1 cavallo del bianco · h1 re del bianco | h7 alfiere del bianco · d6 pedone del bianco · h6 donna del bianco · a4 pedone del nero · a3 pedone del bianco · c3 alfiere del bianco · g3 torre del nero · h3 torre del bianco · c2 pedone del bianco · f2 pedone del bianco · g2 torre del bianco · h2 pedone del nero · b1 re del nero · c1 cavallo del bianco · h1 re del bianco | h7 alfiere del bianco · d6 pedone del bianco · h6 donna del bianco · a4 pedone del nero · a3 pedone del bianco · c3 alfiere del bianco · g3 torre del nero · h3 torre del bianco · c2 pedone del bianco · f2 pedone del bianco · g2 torre del bianco · h2 pedone del nero · b1 re del nero · c1 cavallo del bianco · h1 re del bianco | h7 alfiere del bianco · d6 pedone del bianco · h6 donna del bianco · a4 pedone del nero · a3 pedone del bianco · c3 alfiere del bianco · g3 torre del nero · h3 torre del bianco · c2 pedone del bianco · f2 pedone del bianco · g2 torre del bianco · h2 pedone del nero · b1 re del nero · c1 cavallo del bianco · h1 re del bianco | h7 alfiere del bianco · d6 pedone del bianco · h6 donna del bianco · a4 pedone del nero · a3 pedone del bianco · c3 alfiere del bianco · g3 torre del nero · h3 torre del bianco · c2 pedone del bianco · f2 pedone del bianco · g2 torre del bianco · h2 pedone del nero · b1 re del nero · c1 cavallo del bianco · h1 re del bianco | h7 alfiere del bianco · d6 pedone del bianco · h6 donna del bianco · a4 pedone del nero · a3 pedone del bianco · c3 alfiere del bianco · g3 torre del nero · h3 torre del bianco · c2 pedone del bianco · f2 pedone del bianco · g2 torre del bianco · h2 pedone del nero · b1 re del nero · c1 cavallo del bianco · h1 re del bianco | h7 alfiere del bianco · d6 pedone del bianco · h6 donna del bianco · a4 pedone del nero · a3 pedone del bianco · c3 alfiere del bianco · g3 torre del nero · h3 torre del bianco · c2 pedone del bianco · f2 pedone del bianco · g2 torre del bianco · h2 pedone del nero · b1 re del nero · c1 cavallo del bianco · h1 re del bianco | h7 alfiere del bianco · d6 pedone del bianco · h6 donna del bianco · a4 pedone del nero · a3 pedone del bianco · c3 alfiere del bianco · g3 torre del nero · h3 torre del bianco · c2 pedone del bianco · f2 pedone del bianco · g2 torre del bianco · h2 pedone del nero · b1 re del nero · c1 cavallo del bianco · h1 re del bianco | 1 |
|   | a | b | c | d | e | f | g | h |   |

Soluzione:
Chiave: 1. Ah8!  (min. 2. c4+ Td3 3. Axd3#)
1... Tc3 2. Txc3 Rb2 3. Tb3#  (2...Tg6 3. Axg6#)

1... Td3  2. Txd3 Rxc2  3. Td5#

1... Te3  2. Txe3 Rxc1  3. Te1#

1... Tg7  2. Txg7 ∼  3. Txb7#

1... Tg6  2. Txg6 Rxc2  3. Tg1#